# Гофбібер
Гофбібер (нім. Hofbieber) — сільська громада в Німеччині, знаходиться в землі Гессен. Підпорядковується адміністративному округу Кассель. Входить до складу району Фульда.
Площа — 87,2 км2. Населення становить 6075 ос. (станом на 31 грудня 2020).